# Upiór w operze

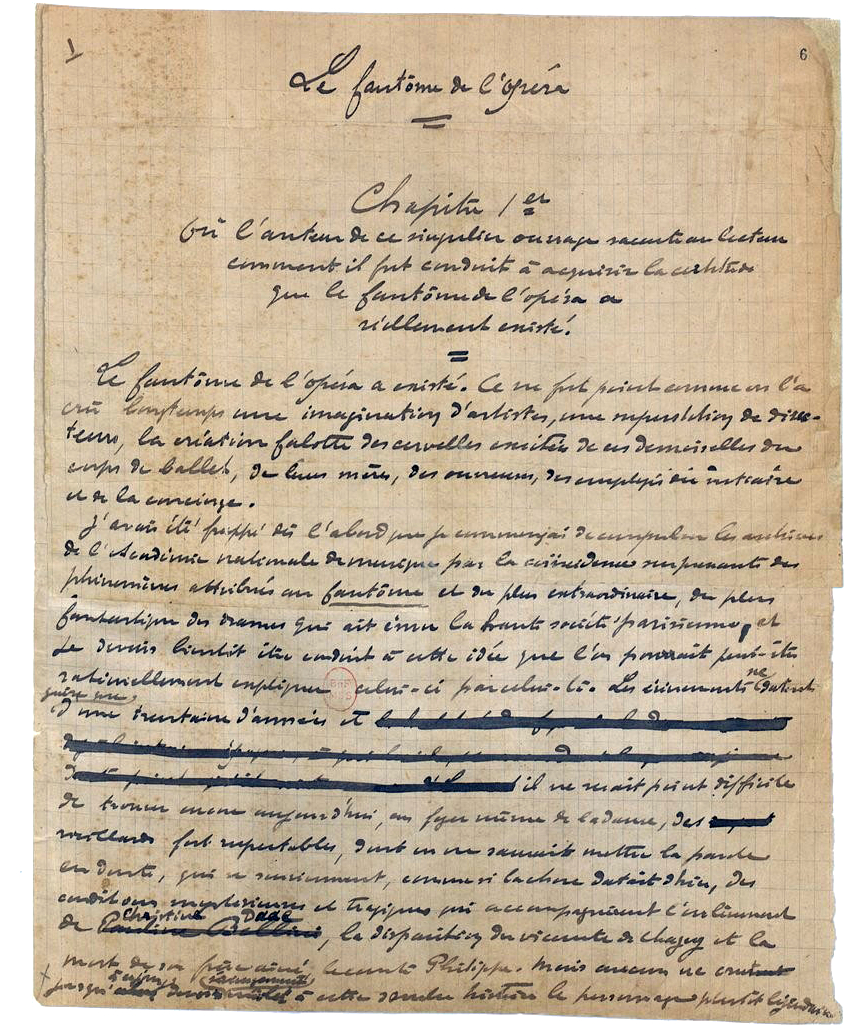
Pierwsza strona powieści

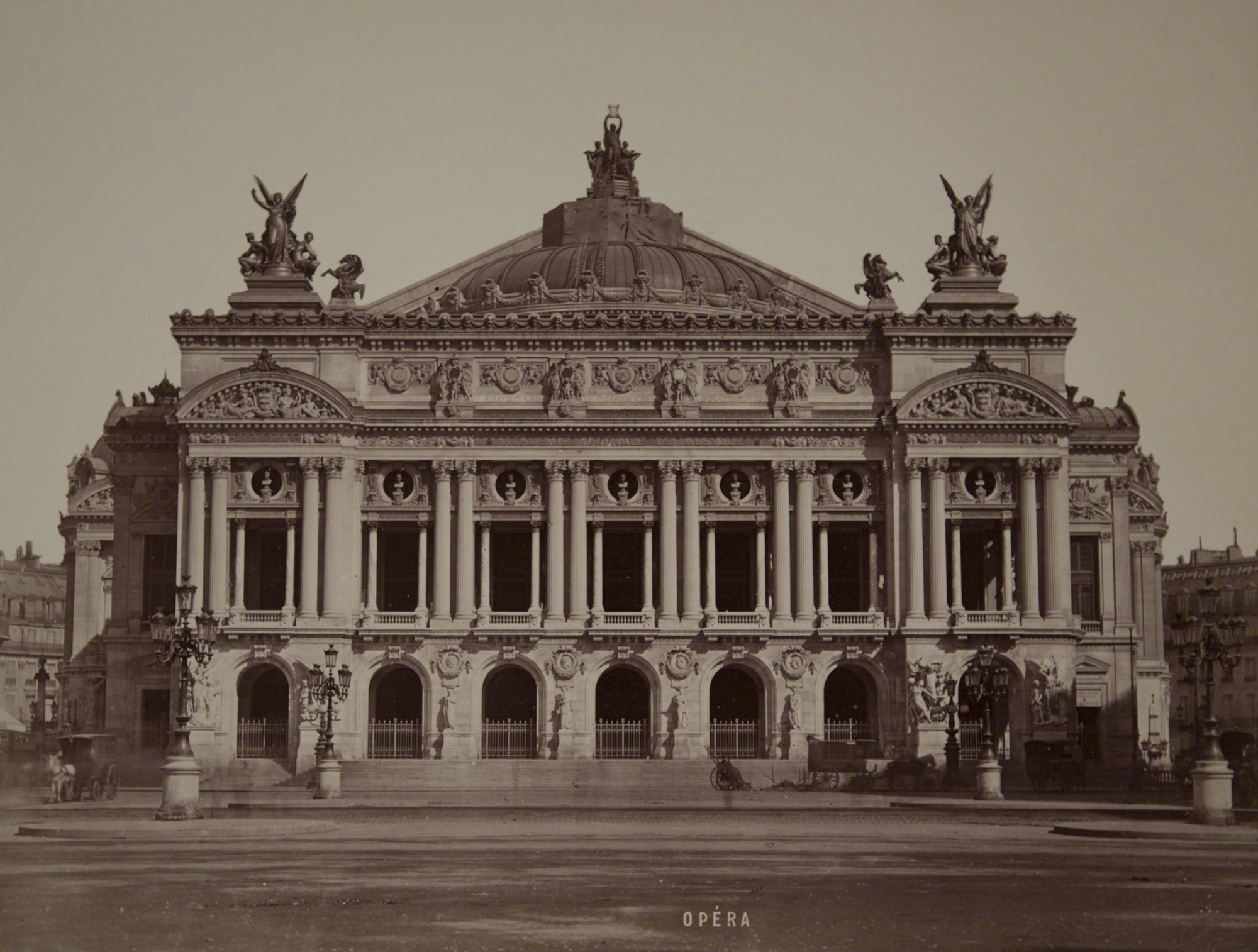
Opéra Garnier

Upiór Opery (fr. Le Fantôme de l’Opéra) – powieść gotycka Gastona Leroux, publikowana w odcinkach w latach 1909–1910. Jest to historia Eryka, zdeformowanego fizycznie genialnego kompozytora, żyjącego w piwnicach Opery Paryskiej, którego łączy dziwny i tajemniczy związek z młodą solistką opery, Christine.
Utwór był wielokrotnie ekranizowany i inscenizowany. Jedną z najsłynniejszych adaptacji scenicznych jest musical Upiór w operze Andrew Lloyda Webbera z 1986. Polska premiera musicalu odbyła się 15 marca 2008 w Teatrze Muzycznym „Roma” w Warszawie. Najnowszą ekranizacją jest film Upiór w operze w reżyserii Joela Schumachera z 2004.

## Bohaterowie
Upiór Opery/Eryk – nazywany z początku przez Christine „Aniołem Muzyki”, kompozytor, iluzjonista i architekt posiadający nieprawdopodobnie bystry umysł i głos. Oszpecony przypominał żywego trupa – jego oczy wyglądały jak czarne punkciki w oczodołach, nie miał nosa ani części górnej wargi. Wątła sylwetka przypominająca szkielet z naciągniętą nań skórą dopełniła wizerunku. Według Persa Eryk urodził się w środkowo-wschodniej Europie. Przez jakiś czas przebywał w Indiach, gdzie nauczył się posługiwać lassem z kocich jelit, którego niejednokrotnie używał do zaduszania ludzi. Z Indii przybył do Persji. Spędzony tam czas Pers nazywa „różowymi godzinami w Mazenderanie”. Przebywał tam na usługach sułtanki, którą uczył posługiwać się lassem. Wybudował dla niej specjalną komnatę tortur, którą odtworzył w podziemiach opery. Specjalnie dla szacha przebudował pałac zmieniając go w istny labirynt (najeżony pułapkami) znany tylko władcy. Szach był tak zachwycony, że kazał zabić Eryka, aby nigdy nie stworzył nic piękniejszego i groźniejszego. Persowi zrobiło się szkoda Eryka i dzięki podstępowi pomógł mu uciec, a szachowi pokazał ciało znalezione na plaży. W ten sposób Eryk trafił do Paryża, gdzie został architektem opery, którą później zamieszkiwał. Tam zakochał się w Christine i co noc uczył ją śpiewu, popadając w coraz większe szaleństwo. Podczas jednej z arii „Fausta” porwał śpiewaczkę i zmusił, aby została jego narzeczoną (w zamian darował życie Raulowi i Persowi). Widząc, jak bardzo Christine kocha wicehrabiego, uwolnił ich oboje. Sam zmarł w kilka tygodni później. Jego największym dziełem miał być „Don Juan Triumfujący”.
Christine Daaé – córka szwedzkiego skrzypka. Wraz z ojcem wyjechała ze Szwecji w towarzystwie państwa Valerius, którzy zaopiekowali się nimi we Francji. Kiedy ojciec dziewczyny żył, podróżowali razem po kraju i występowali na targach i festynach. Na jednym z takich wyjazdów poznała Raula który opowiadał jej legendy i baśnie. Młodzi zaczęli się w sobie zakochiwać. Z tamtego okresu pochodzi przydomek Christine – Lotte. Po śmierci ojca Christine nie chciała śpiewać, wręcz „beczała jak koza”. Pani Valerius zapisała ją na nauki do opery, gdzie przez długi czas była niewyróżniającą się chórzystką. Dopiero lekcje z Upiorem Opery przywróciły jej dawny głos. Sława Christine rozpoczęła się, gdy zastępowała chorą divę – Carlottę. Po śmierci Eryka (o której dowiedziała się z nekrologu w paryskiej gazecie), zgodnie z obietnicą wróciła i pochowała go w podziemiach opery. Podczas wydarzeń opisanych w książce ma niespełna dwadzieścia lat.
Wicehrabia Raul de Chagny – bez pamięci zakochany w Christine. Ma 21 lat. Przypomniał sobie o niej dopiero podczas arii, którą zaśpiewała w zastępstwie La Carlotty. Kiedy Christine zostaje porwana, błaga wszystkich o pomoc, ale nikt nie chce go słuchać. W końcu pomaga mu Pers i prowadzi go przez podziemia opery, prosto w pułapkę Eryka.
Pers – do Paryża przybył ze względu na Eryka, któremu ocalił życie. Nieraz przeklinał się, że „pomógł przeżyć temu potworowi”. Z drugiej strony uważał, że gdyby Eryk wyglądał jak wszyscy, byłby najłagodniejszym z ludzi. W Persji pełnił funkcję darogi (komendanta głównego policji rządowej). Operę znał prawie tak dobrze jak Upiór. Poprzysiągł, że nie pozwoli Erykowi zabić więcej ludzi niż dotychczas i żeby nie wydało się, że Upiór żyje (inaczej Pers straciłby rentę wypłacaną mu przez rząd Persji jako że był spokrewniony z rodziną szacha). Poprowadził Raula wprost do Eryka i Christine, gdzie wpadli w pułapkę. Tylko dzięki poświęceniu dziewczyny zostali uwolnieni. Pers był ostatnią osobą, jaką Eryk odwiedził przed śmiercią.
La Carlotta – kapryśna diva opery. Nienawidziła Christine, którą uważała za małą intrygującą przeciwko niej nowicjuszkę. Podczas arii „Fausta” dzięki podstępowi Eryka została skompromitowana, a jej kariera w Paryżu dobiegła końca.
Firmin Richard i Armand Moncharmin – nowi właściciele opery. Starają się poznać tajemnicę listów podpisywanych U.O, w których żąda się od nich znacznej sumy pieniędzy wypłacanej co miesiąc.
Madame Giry – bileterka Opery, w dzień zamiatająca kamienice. Wykonywała polecenia Upiora i ślepo mu wierzyła. Eryk zmanipulował ją za pomocą obietnicy złożonej w liście pozostawionym w loży numer pięć.
Meg Giry – młodziutka, początkująca baletnica.
Hrabia Filip de Chagny – starszy brat Raula, który nie mógł się ustatkować. Nie dawał wiary w opowieści o Upiorze Opery i zaczarowanych skrzypcach. Dopiero po dziwnym zniknięciu Christine uwierzył bratu. Zginął podczas próby przepłynięcia podziemnego jeziora, wpadając w pułapkę zwaną „Syreną”.
La Sorelli – primabalerina opery. Przesądna kobieta twierdząca, że upiór nie istnieje, choć obawiająca się go. Kochanka hrabiego de Chagny.